# Il furioso all'isola di San Domingo
Il furioso all'isola di San Domingo es un melodramma en tres actos con música de Gaetano Donizetti y libreto en italiano de Jacopo Ferretti, basado en Don Quijote de Cervantes. Se estrenó el 2 de enero de 1833 en el Teatro Valle en Roma.
Posteriormente se presentó en el Teatro de La Scala (octubre de 1833), el Teatro Regio de Parma (1834), el Teatro Comunale di Bologna (1835), el Teatro della Canobbiana (1835), el Teatro Nacional de São Carlos (1835), y el Teatro San Carlos de Nápoles (1836).
Es una ópera poco representada. En las estadísticas de Operabase aparece con solo una representación en el período 2005-2010.